# Tyske Ludder
Tyske Ludder (Tyske en Noruego significa Alemán y Ludder puta) es un grupo de electronic body music formado en 1989 en Alemania por dos amigos del colegio, Claus Albers (voz) y Olaf A. Reimers, en teclados.

## Historia
Su temática desarrollada ha sido marcada por sus meditaciones sobre la predominancia de la tecnología en nuestra sociedad así como sus visiones un tanto de pesadilla de la entonces guerra en Yugoslavia y la recurrente intervención de los militares encargados de hacer cumplir los intereses de EE. UU. y la dominación mundial han sido temáticas presentes en sus trabajos.
A través de los años su música se ha desarrollado a partir de sonidos hard electro dance con un toque industrial con aroma a bomba atómica, Albert X (vocalista) junto con Olaf A. R (compositor) logran crear una atmósfera industrial de batalla que muy a menudo divide a los seguidores en dos campos de batalla. Así es como se originó a mediados de los noventa la trilogía de los álbumes “Bombt die Mörder“, Creutzfeld, “Dalmarnock“.
Por otro lado la escasez de conciertos en vivo de los cuatro miembros constituye la tercera columna del concepto de Tyske Ludder.
A principios del nuevo milenio vino un periodo de tranquilidad, desacuerdos sobre el futuro musical de la banda y los proyectos sumados a los conflictos y choque de intereses hicieron necesario este paso.
En el año 2004 Tyske Ludder comienza a trabajar en un nuevo material y ese mismo año vuelven a los escenarios, y ya en el 2005 pasan a formar parte de la familia del sello “Black Rain” lanzando su nuevo álbum “Sojus” reencontrándose con sus fanes después de mucho tiempo. La primera edición limitada incluye un bonus CD agotándose solo unos días después de su salida al mercado. Solo unos meses después en agosto del 2006 los primeros tres álbumes fueron reeditados incluyendo rarezas y material extra en edición limitada de 111 copias.
La gira del 2007 llamada, "Wintergewittertour” que los llevó por toda Europa dio sus frutos y créditos a la banda por su trabajo y directos.
En abril del 2008 su nuevo trabajo titulado “SCIENTific technOLOGY” les lleva nuevamente por una gira Europea.

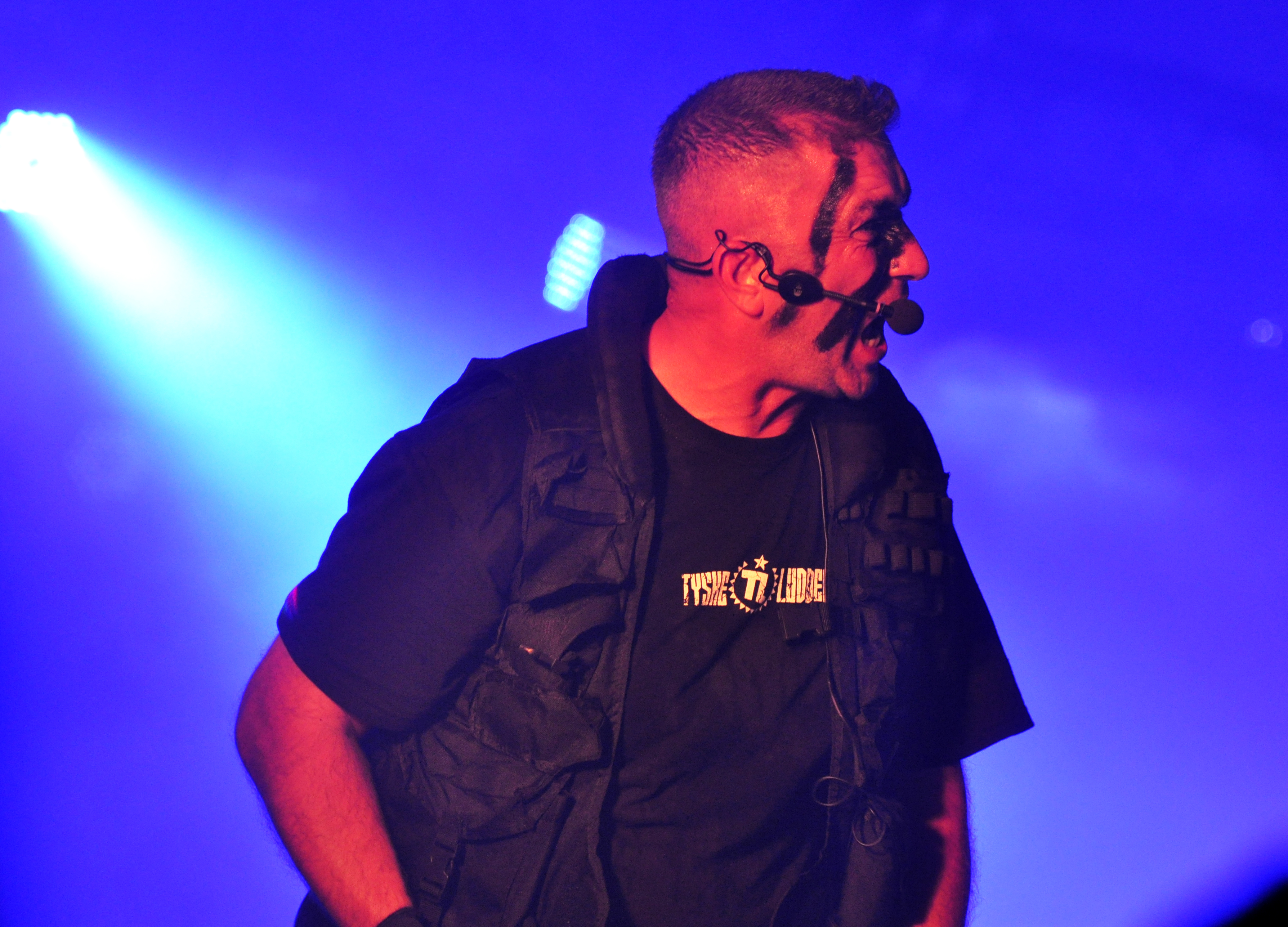
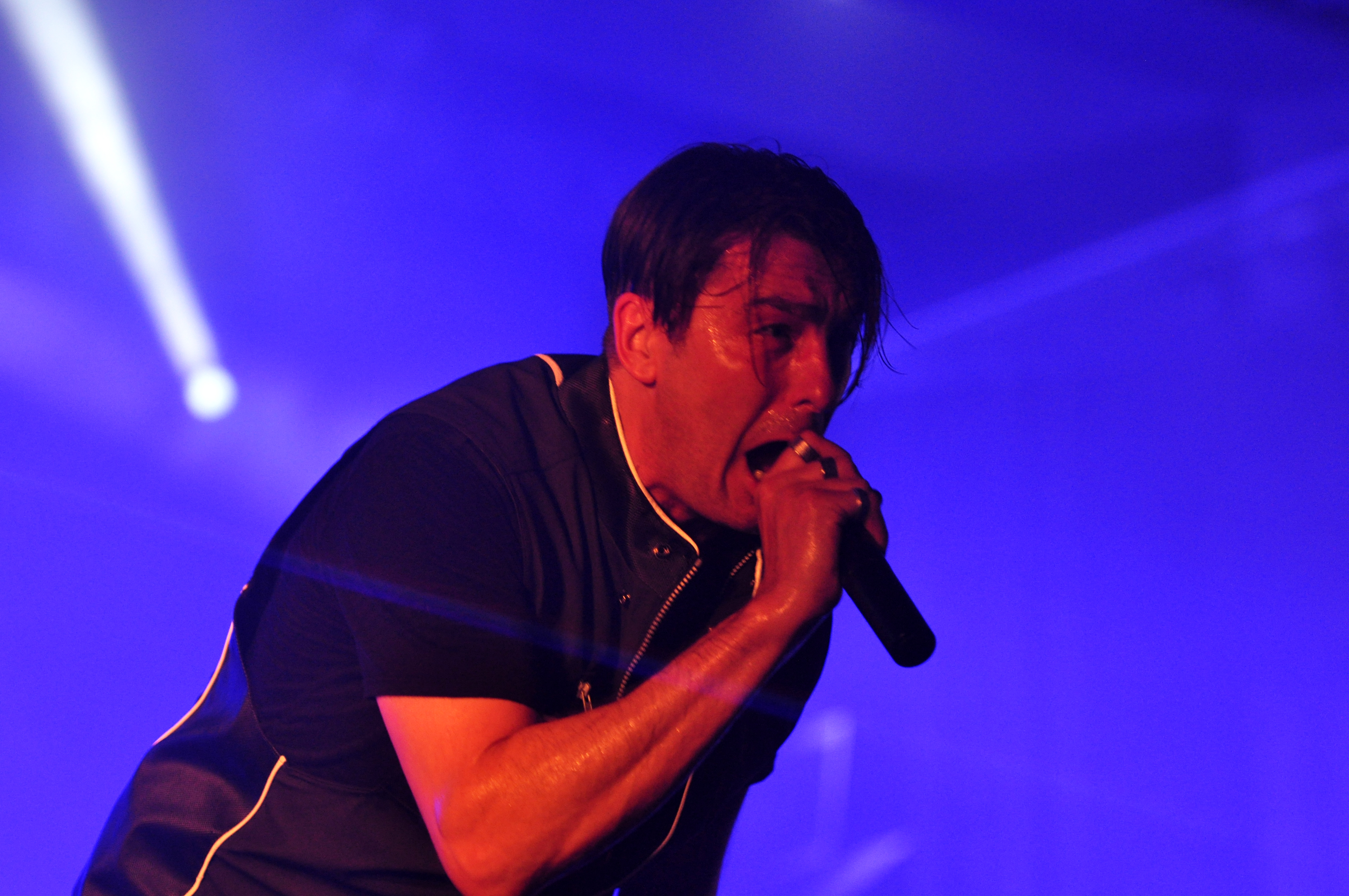
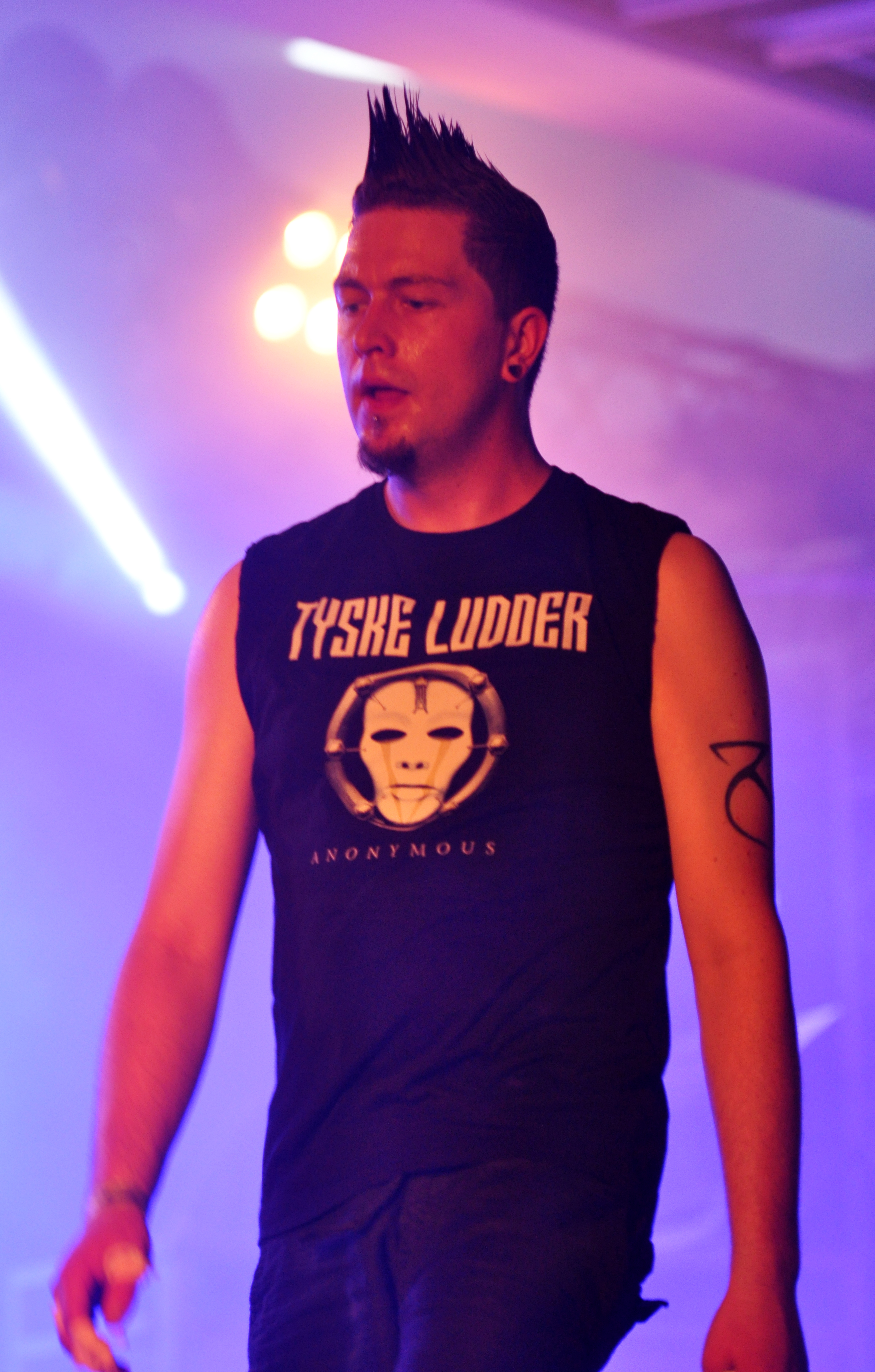

Tyske Ludder, Amphi-Festival 2013

## Discografía

### Álbumes
- 1994: Bombt die Mörder? – KM-MUSIK
- 1995: Dalmarnock – KM-MUSIK
- 2006: Союз (Sojus) – Black Rain
- 2006: Bombt die Mörder? – Reeditado con variedad de remixes por Black Rain.
- 2006: Dalmarnock – Reeditado con variedad de remixes por Black Rain.
- 1996: Creutzfeld – Reeditado con variedad de remixes por Black Rain.
- 2009: Anonymous - Black Rain
- 2011: Diaspora - Black Rain

### EP
- 1996: Creutzfeld E.P. – EP at KM-MUSIK
- 2008: SCIENTific technOLOGY E.P. - EP at Black Rain

### Compilaciones
- 1993: Art & Dance 4 (CD) – Zu Viel, Barthalomäus – Gothic Arts Records / Lost Paradise
- 1993: Take Off Music Volume 1 (CD) – Energie – KM-Musik
- 1994: Demo Compilation Vol. 1 (CD, Maxi) – Wie Der Stahl Gehärtet – KM-Musik, Sounds Of Delight
- 1995: An Ideal For Living 2 (CD, Ltd) – Blutrausch – Gothic Arts Records / Lost Paradise
- 1995: Demo Compilation Vol. 3 (CD, Maxi) – A.I.D.S. – KM-Musik, Sounds Of Delight
- 1998: Electrocity Level X (CD) – Monotonie (SutterCaine Remix) – Ausfahrt
- 1999: Wellenreiter In Schwarz Vol. 3 (2 CD) – Grelle Farben – Credo, Nova Tekk
- 2005: Bodybeats (CD) – Innenraum (Sutter Cain Remix) – COP International
- 2006: Hymns Of Steel (CD) – Betrayal (Alloyed Steel Remix) – Machineries Of Joy
- 2006: Interbreeding VIII: Elements Of Violence (2 CD) – Betrayal – (Wertstahl US...) BLC Productions
- 2006: Orkus Compilation 16 (CD, Sampler, Enh) – Canossa – Orkus
- 2007: A Compilation 2 (2 CD) – Canossa – Black Rain
- 2007: Dark Visions 2 (DVD, PAL) – Canossa – Zillo
- 2007: ElektroStat 2007 (CD) – Bionic Impression Oslo Synthfestival
- 2008: Zillo – New Signs & Sounds (CD) – Thetanen (Cruise-Up-Your-Ass-Edit by nurzery [rhymes]) – Zillo
- 2008: A Compilation 3 (2 CD) – Thetanen – Black Rain
- 2009: 12. Elektrisch Festival - Wie der Stahl gehärtet wurde (live),Khaled Aker (live) - Black Rain

## Enlaces
- Wikimedia Commons alberga una categoría multimedia sobre Tyske Ludder.
- - Web oficial de la banda con enlaces a inglés y alemán Archivado el 30 de septiembre de 2012 en Wayback Machine.
- - Tyske Ludder en Facebook
- - Página de Tyske Ludder en MySpace
- - Tyske Ludder en Discogs

- Datos: Q689271
- Multimedia: Tyske Ludder / Q689271